# Wölf (Eitra)
Die Wölf ist ein östlicher, orographisch rechter Zufluss der Eitra in der Rhön im osthessischen Landkreis Fulda. 

## Verlauf
Der etwa 5,9 km lange Bach beginnt in einem Quellgebiet am östlichen Ortsrand von Mengers, einem Ortsteil der Marktgemeinde Eiterfeld, unmittelbar neben der Kreisstraße K 154 von Mengers nach Wölf, ebenfalls Ortsteil von Eiterfeld. Er verläuft zunächst etwa 300 m nach Osten, biegt dann scharf nach Südsüdosten um und fließt etwa 1,5 km in Richtung von Wölf. Etwa 200 m nördlich des Dorfs biegt er um nach Südwesten und auf den folgenden 1,8 km fließt er nördlich vorbei an Wölf, dann neben der K 156 (Wölf—Reckrod) und vorbei an der stillgelegten Stetenmühle, deren Mühlgraben sie speist, bis nach Reckrod, auch ein Ortsteil von Eiterfeld. Diesen Ort umfließt der Bach westlich in einem etwa 700 m langen Bogen, dabei nach Südosten umbiegend, und verläuft dann parallel zur K 153 (Reckrod—Eiterfeld). Dabei biegt er erneut nach Südwesten um, passiert den Kernort Eiterfeld nordwestlich und mündet nach 1,5 km am südlichen Ortsrand des Eiterfelder Ortsteils Arzell in die Eitra.